# Исламский период в истории Индии

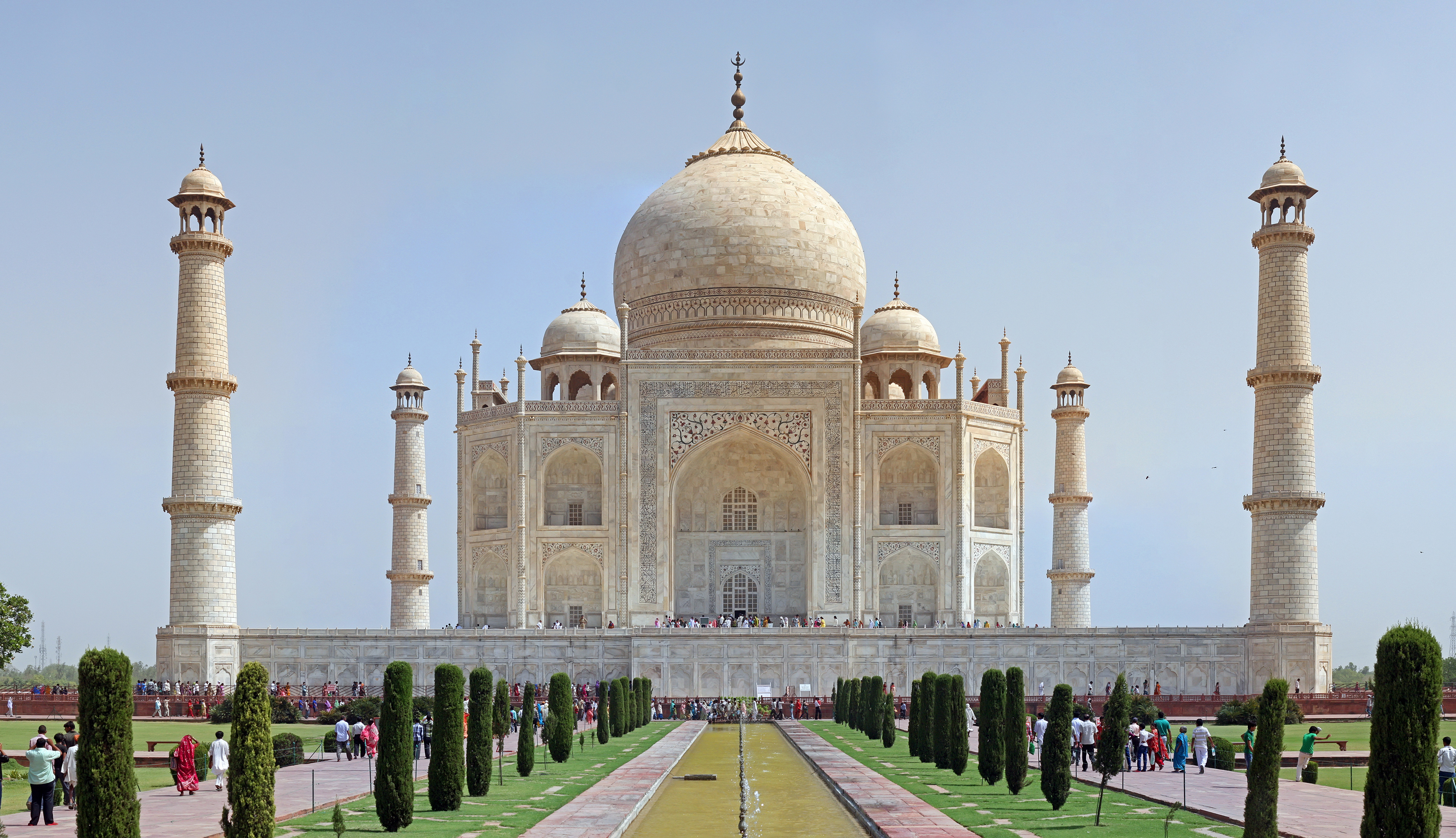
Мечеть Тадж-Махал — самая известная достопримечательность Индии, построенная Ахмадом Лахаури.

Исламский период в истории Индии включает в себя историю исламских султанатов и параллельных индуистских государств вплоть до английской колонизации, в данный период входит также история государств маратхов, воевавших против мусульман и англичан.

## Первые походы мусульман
Первые военные походы мусульман в Индию относятся к середине VII века. Лет 15 спустя после смерти Мухаммеда арабы высадились на Бомбейском берегу (около 647 года). Последующие набеги были предприняты в 662 и 664 годах, однако не принесли существенных результатов завоевателям. В 711 году Мухаммад ибн Касим захватил долину Инда, но дальнейшее движение вперёд было остановлено после его смерти в 714 году. В 750 году раджпуты в Синде изгнали мусульманского губернатора, однако полностью вернуть провинцию смогли только в 828 году. Арабские хроники отмечают, что укреплённые холмы раджпутов в Синде оказались неприступнее, чем побережье, и потребовали дополнительных осадных орудий.

## Мусульманские султанаты

### Газневиды
Только два с половиной века спустя после попытки Касима (711) удалось Субуктигину (977) из афганской династии Газневидов утвердиться прочно в Пенджабе. Его сын, знаменитый Махмуд Газневи (1001—1030), сделал 17 набегов на Индию. Газневид Масуд (ок. 1100 года) первый из мусульманских правителей переносит свою резиденцию в Индию (в Лахор). Династия Газневидов угасла в конце XII века (Хосру Малик умер в 1186 году).

### Гуриды
За ней следует ещё одна афганская династия Гуридов (Гхор), давно враждовавшая с Газневидами и наконец осилившая их. В 1193 году Мухаммад Гури завладел Дели, а в год его смерти (1206) вся Северная Индия от устья Инда до устья Ганга принадлежала мусульманам. Ему наследовал его наместник, бывший раб Кутаб Эддин) (1206—1210), основавший династию Гулямов (буквально — 'рабов'), правившую до 1290 года.

## Делийский султанат

### Династия Гулямов
Династия Гулямов должна была бороться с набегами монголов, приходивших в Пенджаб через афганские проходы (с 1245 по 1288), с дикими индийскими горными племенами и с мятежными раджпутами. Замечательнейшим из этой династии был третий султан, Алтамш (Шамс ад-дин Илтутмиш) (1211—1236). При нём монголы под предводительством Чингисхана опустошили Афганистан, но не дошли до Индии, остановленные р. Индом. Алтамш уже владел всей Индией на север от Виндия. Ему наследовала его дочь, энергичная, талантливая и литературно-образованная султанша Раззия), заменившая своего развратного брата, единственная женщина, занимавшая престол Дели. Её пристрастие к невольнику-абиссинцу, которого она сделала главнокомандующим, вызвало дворцовую революцию, жертвой которой она и пала.
Предпоследний правитель династии, Гийас уд-Дин Балбан (1265—87), должен был ещё усмирять восстания своих же наместников. Усмирения сопровождались неслыханными зверствами. Так, в Мевате (к югу от Дели) было убито 100 тыс. восставших раджпутов.

### Хильджи
Наследник Бальбана был отравлен в 1290 году, и на престол Дели вступил Джелаледдин, наместник Хильджи и основатель новой династии Хильджи (1290—1320). При нём власть мусульман распространилась и на юг Индии. Его племянник Ала-Эддин завладел Деканом. Предательски умертвив 77-летнего дядю, он захватил престол. Его правление (1295—1315) окончательно утвердило власть мусульман в Южной Индии. Ему пришлось отражать монголов, дошедших в набеге до самого Дели; в 1304—1305 годах таких набегов было четыре. Ала-Эддин умер в 1315 году, отравленный, по-видимому, своим полководцем, евнухом Кафуром. Власть перешла к Хосру-хану (1316-20), индусу из низшей касты, перешедшему в ислам, который умертвил Кафура и наследника Ала-Эддина развратного Мубарика. Его ренегатство было притворно: он надругался над Кораном и в мечетях поставил идолов индусских богов.

### Туглаки
Хосроу-хан был убит возмутившимися солдатами под предводительством Гази Эддина Туглака, бывшего раба, а потом пенджабского наместника. С него (1320-25) начинается династия Туглаков (1320—1414). Столица была перенесена из Дели на 4 мили к востоку и названа Туглакабад.
Его сын Мухаммад-шах Туглак был очень образованным человеком (был знаком даже с греческой философией), храбрым и искусным вождем, почти аскетической жизни, но отличался суровой жестокостью, бессердечием и необузданностью нрава. Широкие завоевательные планы его стоили жизни сотням тысяч его солдат, и совершенно разорили страну. Земледельцы бежали от сборщиков увеличенных в 10 и 12 раз податей в джунгли и образовали шайки разбойников. Он жестоко наказывал уклонявшихся и придумал род грандиозной облавы на людей. Такое правление вызвало голод; бедствия населения не знали пределов. Понятно возникновение восстаний, тянущихся длинным рядом с 1338 года до смерти Мухаммада. В 1338 году возмутился его родной племянник в Мальве, но был схвачен, и с него заживо содрали кожу. В 1340 году возмутились мусульманские наместники Нижнего Бенгала и Коромандельского берега, которых так и не удалось усмирить. Бенгал сохранял свою независимость с этих пор до 1538 году, когда был завоёван на время Моголом Гумаюном. В 1344 году отложились южные царства Карната и Телинга, прогнавшие мусульманские гарнизоны. Магометанские наместники Декана также возмутились. Мухаммад двинулся против них, но был отозван назад мятежом войска в Гуджарате и восстаниями Мальвы и Синда. Смерть застала его в погоне за мятежниками на Нижнем Инде.
Его сын Фируз-шах Туглак (1351-88), болезненный и слабый, но разумный и кроткий, заботился о благоустройстве страны, строил плотины и каналы для орошения, водоемы, караван-сараи, мечети, школы, больницы и мосты. Ему приходилось бороться с придворными интригами и признать независимость магометанских властителей Бенгала и Декана. При нём же стал самостоятельным Гуджерат (1371), завоёванный только Акбаром (1573). После него династия Туглака скоро совершенно пала среди бунтов магометанских вельмож и восстаний индусов.
При последнем Туглаке, Махмуде, в 1398 году, Индия сделалась добычей Тамерлана, который вошёл в Индию из Афганистана, разбил Махмуда и взял Дели. Резня длилась 5 дней; некоторые улицы стали непроходимы от мертвых тел. В 1399 году Тамерлан вернулся в Среднюю Азию. Династия Туглаков угасла в 1414 году.

### Саиды и Лоди
За ней последовали Саиды (1414—1450) и афганская династия Лоди (1450—1526). Власть Лоди никогда не простиралась дальше Дели и его окрестностей; в течение их правления индусские князья и мусульманские правители были фактически независимы от них.

### Южная Индия
На юге от Виндхья продолжали существовать старые тамильские царства Чера (столица Талькад в Майсоре с 288 до 900 год), Чола (столицы Камбаконам и Танджор) и Пандья (столица Мадура, древняя Матхура, основанная в IV веке до н. э.). Кроме них, на юге Индии существовало индусское царство Виджаянагара, она же Нарсинха (1118—1565). Столица его находилась в Мадрасском округе Беллари, на правом берегу р. Тунгабхадры. В течение по крайней мере трёх веков Виджаянагара господствовала над южной частью полуострова.

#### Бахмани
В Декане же возникла мусульманская династия Бахмани (1347—1527). Основателем её был бывший раб, афганец Зафар-хан. В лучшую пору своего могущества Бахмани владели половиной Декана. В борьбе с Дели их поддерживали индусские царства Виджаянагар и Варангал, но в продолжение большей части своего существования Бахмани служили делу ислама и были во враждебных отношениях с индусами. Высшего могущества династия Бахмани достигла при Ала-Эддине II (около 1437 года); падение их началось с 1489 года и завершилось в 1525 году.

### Султанаты в Декане
Из обломков Бахманидского султаната образовалось пять независимых мусульманских монархий в Декане:
- Биджапурский султанат (1518—1686) во главе с династией Адиль-шахов, предположительно основанной сыном турецкого султана Мурада II). Владения присоединены Ауренгзебом в 1686—88 годах;
- Голкондский султанат (1512—1687) во главе с тюркской династией Кутаб-шахов. Присоединены Ауренгзебом в 1687—88 годах;
- Ахмаднагарский султанат (1490—1636) во главе с династией Низам-шахов, основанной брахманом-ренегатом из Виджаянагара. Завоевана Великими Моголами в 1636 году;
- Берарский султанат (1490—1574) во главе с династией Имад-шахов со столицей в Элличпуре, основанной индусом из Виджаянагара. Берар был присоединен к Ахмеднагару в 1574 году;
- Бидарский султанат (1527—1619) во главе с династией Барид-шахов, основанной турком или грузином-невольником. Бидар был захвачен моголами в 1619 году.

В 1565 году эти султанаты сокрушили индусское царство Виджаянагар (битва при Таликоте), воспользовавшись его внутренними усобицами. При императоре Акбаре они ещё сохраняли свою независимость.

### Южные индусские раджи
Окончательно покорить мелких феодальных владетелей (т. н. «наяк» — букв. военачальник), однако, не удалось. От этих наяков ведут своё начало Мадрасские Палигоры и махараджи Майсура.
Один из членов царского дома бежал в Чандрагири и основал там династию, член которой впоследствии уступил англичанам, в 1639 году, Мадрас. Другая ветвь стала вассалами правителей Хайдарабада, управляя землями вблизи развалин Виджаянагара.
Из других южных индусских князей долго сохраняли свою независимость Манджарабадские раджи (1397—1799).

## Великие Моголы
Таким образом образовавшееся в Северной Индии могущественное мусульманское государство Дели оказалось непрочным, и в начале XVI века Индия была разделена на множество небольших и непрочных государств. Это облегчило завоевание Индии Тимуридами (1526) под предводительством Бабура (1482—1530). Сын Бабура, Хумаюн (1530—1556), унаследовал от отца громадное царство, простиравшееся от Ганга до Амударьи, но не удержал его, и больше 25 лет его престол занимала афганская династия Шир Шаха.

### Акбар I
Собственно основателем империи Великих Моголов является сын Хумаюна — Акбар (1556—1605). Правление Акбара (49 лет), прозванного Великим, было посвящено объединению и умиротворению государства. Независимые мусульманские государства он превратил в провинции своей империи, индусских раджей сделал своими вассалами, частью путём союзов, частью силой. Назначение министров, наместников и других чиновников из индусов снискало расположение и преданность индусского населения новому монарху. Прекратил взимать с не мусульман джизью. Акбар перевел на персидский язык священные книги и эпические поэмы индусов, интересовался их религией и уважал их законы, хотя запретил некоторые бесчеловечные обычаи. Последние годы его жизни были омрачены семейными неурядицами и поведением старшего его сына, Селима, восставшего против отца. Акбар отличаясь большим военным талантом (не проиграл ни одного сражения), не любил войны и предпочитал мирные занятия. Отойдя от ислама он провозгласил создание новой синкретической религии «божественной веры», а себя объявил её пророком и главой этой веры.

### Преемники Акбара
Преемник Акбара, Селим, принял титул Джагангира (завоеватель мира). Все правление его (1605-27) прошло в усмирении восстававших сыновей, прославлении султанши Нур Джаган (свет мира) или Нур Магаль (свет дворца). Он пытался завоевать Декан, но неудачно.
Преемник Селима, Джаган, начал своё правление с умерщвления родного брата и других родственников, но это не помешало ему быть справедливым монархом, хорошим хозяином, экономным настолько, насколько это позволяли ему его блестящие постройки, пышный двор и далёкие походы. Он завоевал Декан и оставил великолепные постройки в Агре и Дели. При нём империя Моголов достигла высшего великолепия и могущества; доходы её возросли до 92 миллионов фунтов стерлингов в год. Роскошь двора, по описаниям европейских путешественников, имела сказочный характер. Трон в виде павлина, сделанного из драгоценных камней, стоил 6 1/2 млн фунтов стерлингов.

### Аурангзеб
Шах Джаган был низложен его третьим сыном Ауренгзебом, который запер его в крепости, где он и умер в 1666 году. В 1658 году Ауренгзеб объявил себя императором, приняв титул Алангира (владыка вселенной). Он правил до 1707 года и довёл свою империю до наибольших размеров, но пошатнул её силу. Правитель был царственный по внешности, простой в привычках, неутомимый работник, блестяще образованный и сыпавший цитатами из поэтов и Корана. Он казнил своих двух братьев и их сыновей. Был ревностным ортодоксальным мусульманином. Вновь ввел джизья. Аурангзеб поощрял развитие тюркской литературы и в период его правления были составлены тюркские (чагатайские) словари. При Ауренгзебе продолжались завоевания в Южной Индии, начатые его предшественниками.
В Декане в это время возникла новая политическая величина — маратхи. Вождь маратхов, воинственный и энергичный Сиваджи (Шиваджи) (1627—1680), ревностный приверженец индуизма и заклятый враг мусульман, провозгласил себя независимым царем. При сыне Сиваджи, Сибхаджи, столица маратхов была взята, и могущество их, казалось, сокрушено (1701). Но после партизанской войны маратхи опять собрались с силами и в 1705 году вернули свои укреплённые места, тогда как Ауренгзеб истощил свои богатства, войска и собственные физические силы в длинной, неудачной войне.
Последние дни жизни его были омрачены подозрением сыновей в измене. Его внутренняя политика опиралась на мусульманские слои населения и восстановление исламской ортодоксии на территории страны, тем самым он восстановил против себя всех индусских князей. Индусское дворянство, составлявшее опору Акбара, сделалось при Ауренгзебе фактором позднейшего падения империи Моголов.
В 1677 году отложились раджпуты, а в 1680 году к ним присоединился мятежный сын Ауренгзеба — Акбар со своим отрядом. С этих пор раджпуты более не входили в состав империи Моголов. Богатство империи Ауренгзеба, несмотря на вечные смуты, было очень велико. Валовой доход империи в 1695 году достигал 80 млн фунтов стерлингов.
Ближайшие преемники Ауренгзеба были марионетками в руках своих полководцев и придворных, которые сажали их на престол, руководили ими и убивали при малейшей попытке освободиться от их опеки. Двое из ближайших наследников Ауренгзеба (сын Ауренгзеба — Богадур Шах (1707—1712) и старший сын последнего Джагандар Шах (1712—1713)) были под опекой министра Зульфикар Хана, а четверо остальных (Фарукшияр, племянник Джагандар Шаха (1713—1719), два его преемника, правившие всего несколько месяцев, и Мухамед Шах, внук Багадур Шаха (царствовавший в 1719—1748 годах)) являлись креатурами двух авантюристов, братьев Саидов (Гуссейн и Абдалла), прозванных «делателями царей».
В 1710 году произошло восстание секты сейков в Пенджабе, усмиренное только в 1716 году с неслыханной жестокостью. С 1720 года начинается распадение империи. В этом году, при султане Мухамеде Шахе, отложился наместник Декана Низам-уль-Мульк (1720—1748), образовавший своё независимое государство. Его примеру последовал наместник Ауда, сделавшийся из простого персидского купца визирем, а потом первым навабом аудским, под именем Наваба Визиря аудского (1732—43).
Маратхи наложили дань на всю Южную Индию, прорвались сквозь Виндия на север и вынудили Мухаммеда Шаха уступить Мальву (1743), а у его сына и преемника Ахмеда Шаха (1748—1754) отняли Ориссу и получили право дани с Бенгала (1751). К внутренним раздорам присоединились нападения извне.

### ПоходНадир-шаха
В 1739 году персидский шах Надир сделал набег на Индию. После взятия Дели и 58-дневного грабежа города, персы возвратились домой через северо-западные проходы с добычей, оцененной в 32 млн фунтов стерлингов. За персами последовали афганцы, несколько раз врывавшиеся в Индию под предводительством Ахмед-шаха Дурани и возвращавшиеся после страшных зверств с богатой добычей. Кабул, последнее афганское владение Моголов, был отнят у них ещё в 1738 году; целые области были опустошены афганцами, а их население вырезано или уведено в рабство.

## Маратхи и падение моголов
В 1754 году султан Ахмед Шах был низложен, и его место занял Аламгир II, который скоро был убит (1759) своим первым министром Гази Эддином. В этом же году маратхи завладели Северной Индией и взяли город Дели. В 1761 году между ними и афганцами с Ахмедом Шахом Дурани во главе происходит третья битва при Панипате, в которой остаются победителями афганцы. Тем не менее, мусульмане уже не могут удержать владычества над Индией, которое достаётся маратхам. Номинальным властителем Дели после смерти Аламгира II был Шах Алам II, который жил в Аллахабаде до 1771 года английским пенсионером.
В 1761—65 годах империя Моголов окончательно пала. В войне между французами и англичанами в Южной Индии (1748—61) уничтожены были последние следы могольской власти в Карнатике. Бенгал, Бихар и Орисса были уступлены англичанам в 1765 году именем Шаха Алама II, хотя его власть ещё раньше сделалась только номинальной. В 1771 году действительными хозяевами Дели стали маратхи, захватившие и Шаха Алама II, который был ослеплён и посажен в тюрьму своими возмутившимися подданными. Маратхи восстановили его, но, собственно говоря, держали его своим пленным до 1803 года, когда были разбиты англичанами.
В 1806 году номинальным властителем Дели под британским покровительством стал Акбар Шах II, которого сменил в 1837 году такой же номинальный государь Мухамед Багадур Шах, 17-й Великий Могол и последний из рода Тамерлана. За участие в восстании сипаев (1857) он был отправлен в Рангун, где и кончил жизнь пленником англичан (1862).

## Последствия
Вследствие длительного существования исламской и индуистской культур произошло наложение друг на друга традиций этих религий, в результате чего возникли несколько феноменов, до сих пор играющих важную роль в жизни современных Индии, Пакистана и Бангладеш:
- язык хиндустани — возник в результате проникновения в индийские диалекты многочисленных заимствований из персидского языка, долгое время играл роль нейтральной межконфессиональной надъязыковой нормы (фактически существовало несколько диалектов, два из которых потом превратились в современные языки хинди и урду)
- исламские касты — не предусмотренные Кораном и представляющие собой более мягкий вариант индуистской кастовой системы.

## Также см.
- Мусульманское завоевание Южной Азии.